# Dubowe (obwód zakarpacki)

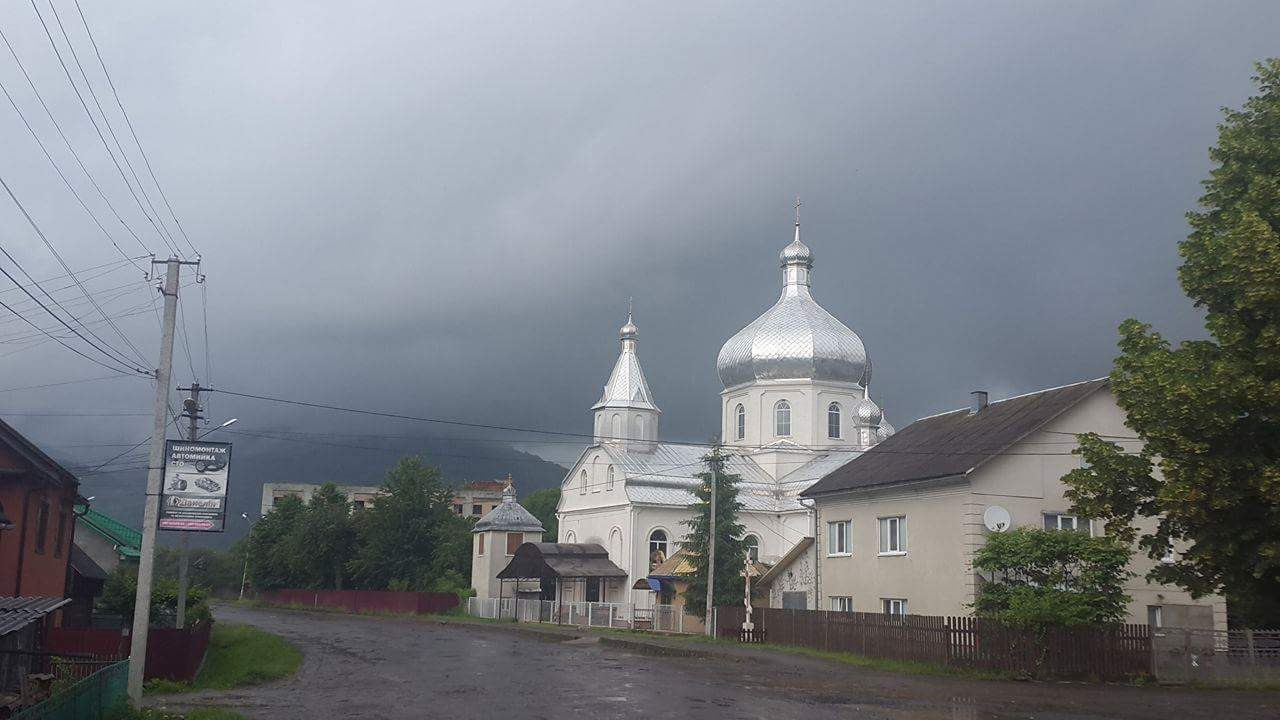
Cerkiew (UKP PM)

Dubowe (ukr. Дубове; rus. Дубовоє; węg. Dombó) – osiedle typu miejskiego na Ukrainie, w rejonie tiaczowskim obwodu zakarpackiego, nad Tereswą w jej środkowym biegu.
Przez Dubowe przebiegają lokalna droga T0728 i lokalna linia kolejowa z Tereswy do Ust'-Czornej.